# Còdex Tudela
El Còdex Tudela o Còdex del Museu d'Amèrica és un còdex asteca del segle xvi. És el llibre més important de la col·lecció del museu d'Amèrica de Madrid, juntament amb el Còdex Tro-Cortesià (maia), encara que per necessitats de conservació el que s'exposa al públic és un facsímil. L'original roman guardat en la cambra cuirassada del Museu. Forma part d'un grup de còdexs colonials de Mèxic conegut com a Grup Magliabechiano, juntament amb el Còdex Magliabechiano (Biblioteca Nacional Central de Florència), el Còdex Ixtlilxóchitl I (la primera part del Còdex Ixtlilxóchitl) (Biblioteca nacional de França, París), el Còdex Festes i el Còdex Veitia (els dos últims a la Real Biblioteca de Madrid), entre uns altres.

## Història
Fins a 1947 el còdex va pertànyer a la família Mínguez, de La Corunya. Es creu que va ser un avantpassat d'aquesta família, Pedro de Castro Salazar, que el va portar a Espanya al segle xvii. El nom amb el qual és conegut es deu a José Tudela, llavors sotsdirector del Museu d'Amèrica, qui el va presentar al Congrés Internacional de Americanistes de París de 1947. Va ser adquirit per 55.250 pessetes pel Ministeri d'Educació Nacional, que el va adscriure al Museu d'Amèrica, l'1 de juny de 1948 on va rebre el número d'inventari 70.400.

## Descripció

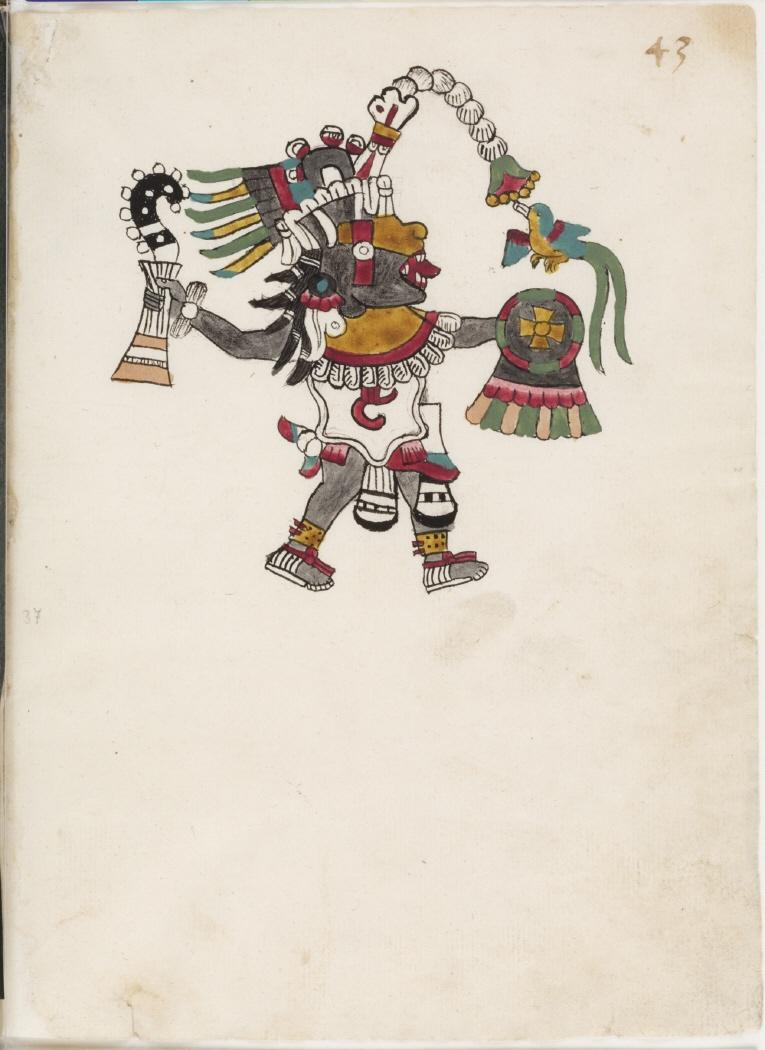
Pàgina del còdex.

Originalment constava de 125 pàgines, encara que actualment se'n conserven 119, faltant de la 5 a la 10, ambdues inclusivament. Està executat en paper europeu Verjurat de fil, de 15,50 cm d'amplària i 21 d'altura, i enquadernat amb tapes de cartró folrades amb pergamí, amb una grandària total de 18 × 25 cm.
La seva qualificació tipològica és la de document calendari-ritual i etnogràfic. Està compost de tres parts, realitzades en diferents dates i per diferents autors: el Llibre Indígena, el Llibre Escrit Europeu i el Llibre Pintat Europeu. El primer tracta sobre la religió mexica. Va ser dut a terme devers 1540 per tres pintors indígenes (tlacuiloque) emprant il·lustracions i glifs d'escriptura logosilàbica i segons l'estudi del professor Juan José Batalla va ser la font de tot el Grup Magliabechià. El segon data de 1553-54 i un glossador-comentarista hi va escriure, en castellà, un text explicant les imatges del primer. L'últim va ser realitzat després de 1554 i consisteix en una sèrie de retrats d'indígenes i representacions del Temple Major, executats per un artista local però molt influenciat per la pintura europea del Renaixement.